# Jalkapallon suomenmestaruuskilpailut 1917
La Jalkapallon suomenmestaruuskilpailut 1917 fu la nona edizione del campionato finlandese di calcio. Fu giocato in un formato di coppa e vide la vittoria dell'HJK.

## Semifinali
|         | Risultati |                       | Luogo e data |
| ------- | --------- | --------------------- | ------------ |
| HJK     | 4-1       | Pallo-Veikot Helsinki |              |
| Åbo IFK | 5-1       | Viipurin Reipas       |              |
|         |           |                       |              |

## Finale
|     | Risultati |         | Luogo e data |
| --- | --------- | ------- | ------------ |
| HJK | 4-2       | Åbo IFK |              |
|     |           |         |              |